# Furkapasset
Furkapasset (rätoromanska: Pass dal Furca, tyska: Furkapass, italienska: Passo della Furka, franska: Col de la Furka) är ett bergspass i Schweiz.  Det ligger i kantonen Valais, i den centrala delen av landet, 80 km sydost om huvudstaden Bern. Furkapasset ligger 2 429 meter över havet. Vägskyltarna anger dock 2 436 m.ö.h..

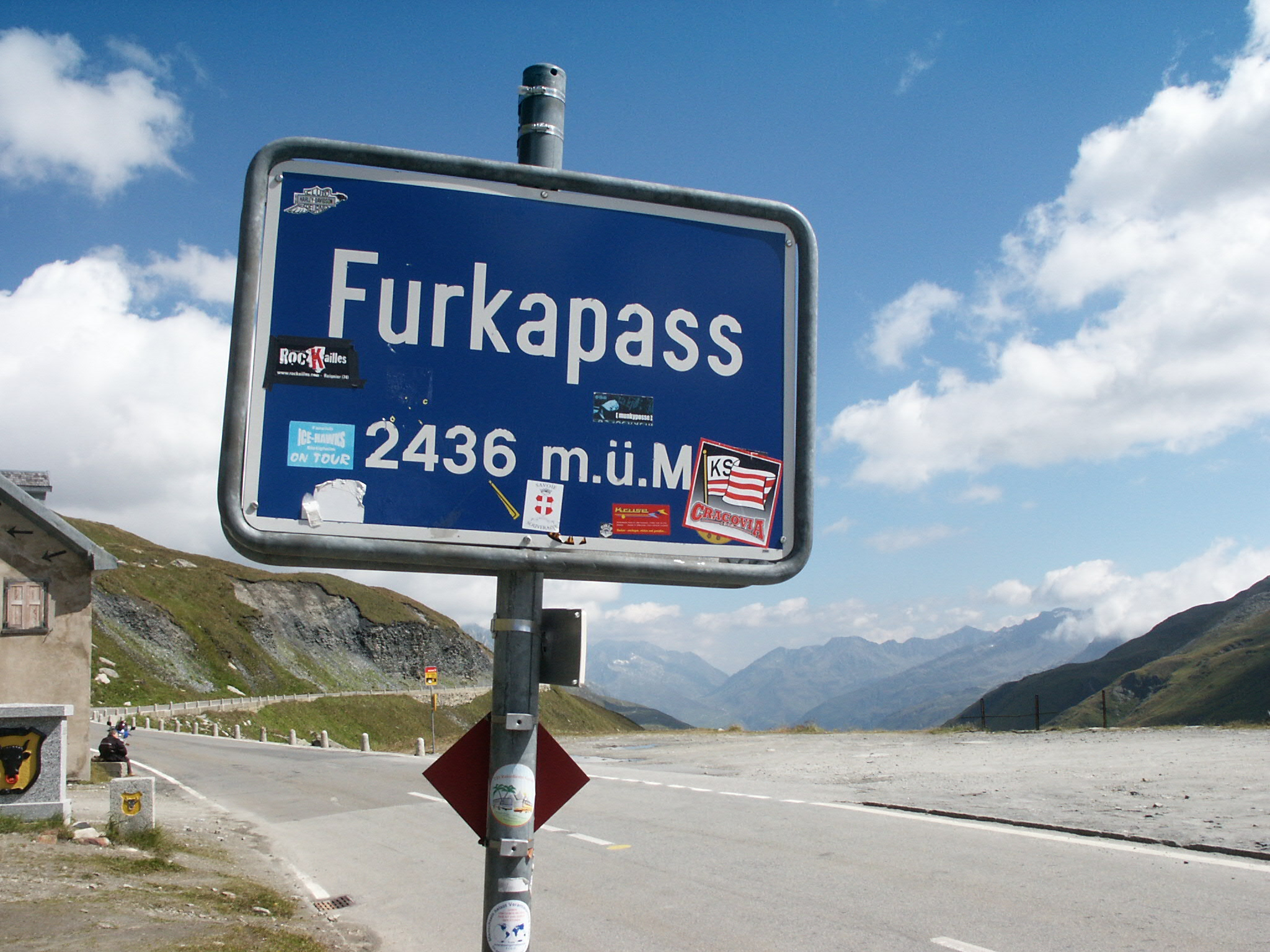
Vägskylt på Furkapasset.

Terrängen runt Furkapasset är huvudsakligen bergig, men den allra närmaste omgivningen är kuperad. Trakten runt Furkapasset är nära nog obefolkat, med mindre än två invånare per kvadratkilometer.. 
Trakten runt Furkapasset består i huvudsak av gräsmarker.